# 地月系
地月系是太阳系内一个由地球和月球组成的卫星系，地球乃地月系之中心天体。月球乃地球之唯一天然卫星，也是距离地球最近的自然天体。地月平均距离为38.4万千米。